# رادوخووتسه
رادوخووتسه (به صربی: Raduhovce) یک منطقهٔ مسکونی در صربستان است که در توتین، صربستان واقع شده‌است. رادوخووتسه ۴۰۲ نفر جمعیت دارد.